# Pera (Einheit)
Das oder der Pera war ein in verschiedenen Regionen Indiens und auf Sumatra verbreitetes Volumen- und Gewichtsmaß. Es wandelte sich die Form von maskulin in neutrum.

## Salzmaß
Der Pera war ein Salzmaß in Atschin
- 1 Pera = 25 Punics/Bambus
- 1 Puni/Bambu = 1 ⅔ Liter = 1,662 Kilogramm
- 80 Pera = 1 Coyang[1]

## Handel mit Nüssen
Das Maß fand auch im Handel von Betelnüssen Anwendung. Grundlage war das Salzmaß. Erst wurde mit dem Pera gemessen und dann diese Menge ausgezählt.
- 10.000 Nüsse = 1 Loxas  = 76 ⅓ Kilogramm je nach Qualität der Nüsse[1]

## Getreidemaß
Als Getreidemaß in Surat war das Pera, auch Parrah oder Perra, 34 Kilogramm schwer und wurde in 20 Pahlis, Pallies oder Palles geteilt.